# Exploradores de Nieve
Los Exploradores de Nieve son una organización ficticia en la serie infantil Una serie de catastróficas desdichas de Lemony Snicket. Ellos aparecen en los libros décimo y undécimo, La pendiente resbaladiza y La cueva oscura. La mayoría son varones y jovencitas de edad escolar. Su compromiso de honor es el Alfabeto Morse.
El Conde Olaf secuestra a la mayoría de los Exploradores de Nieve al final de La pendiente resbaladiza. Quigley Quagmire se disfraza como un miembro para llegar en secreto a la Montaña Fraught durante su ceremonia anual, pero se salió del grupo antes de que los atraparan.

## Miembros Conocidos
- Tío Bruce - El líder y tío de Carmelita (también tiene algo que ver con la colección de reptiles del tío Monty)
- Carmelita Polainas - Reina de la Falsa Primavera (ella no fue secuestrada por Olaf, pero se unió a su grupo de todas formas)
- Por lo menos un niño de Kornbluth
- Por lo menos un niño de Winnipeg
- Quigley Quagmire

## Compromiso
Los Exploradores de Nieve también tiene un compromiso de honor llamado "Alfabeto Morse de los Exploradores de Nieve:"

¡Los Exploradores de Nieve son acomodadizos, básicos, calmados, deseados, emblemáticos, fogosos, gratos, humanos, inocentes, juguetones, Kept (mantenidos), limitados, mansos, nap-loving (amantes de siestas), oficiales, preciosos, quarantined (en cuarentena), recientes, sistematizados, tidy (ordenados), understandable (comprensibles), victoriosos, wholesome (sanos), xilófono, young (jóvenes) y zippered (con cremalleras) - cada mañana, cada tarde, cada noche y todo el día!

Después de decir su alfabeto morse, los exploradores de nieve hacen "un sonido nevoso." Klaus, Violet y, luego, Sunny, notan que es razonablemente difícil imaginar como una persona puede ser "calmada" y "mansa ó dósil" al mismo tiempo como ser "fogoso" y "juguetón", cómo podrían evitar ser "jóvenes" y "humanos" o porqué la palabra "xilófono" aparece en la lista (Klaus, como buen lector, les sugiere el adjetivo xenial que significa hospitalario) pero solo estaban agradecidos de haber escapado de los Mosquitos de Nieve.
Este largo y ridículo alfabeto morse es una parodia de la Ley de los Niños Exploradores: "Un explorador es digno de confianza, leal, solidario, amistoso, cortés, amable, obediente, alegre, ahorrativo, valiente, limpio, y reverente."

## Vestimenta
Su emblema es un copo de nieve que visten encima de sus blancos y brillantes uniformes con cremalleras y las palabras impresas del emblema sobrepuesto con letras rosas en el frente. Arriba de cada una de sus diademas (cintas para el pelo) , tienen pequeños copos de nieve de plástico que sobresalen en todas direcciones y tiene escrita la palabra "Brr!" con una letra glaciada. También usan máscaras que los protegen de los Mosquitos de Nieve, pero también oculta sus rostros por completo.

## Argumento
En el décimo libro, La pendiente resbaladiza, se encuentran en la excursión de los Exploradores de Nieve en la cima de la Montaña Fraught para celebrar la  Falsa Primavera. Buscando un refugio para protegerse de los Mosquitos de Nieve, los Baudelaire los descubren en una cueva a la mitad del camino de la montaña, pero se separan de ellos al escalar la Desviación vertical en llamas (Vertical Flame Diversion). Cuando los Exploradores de Nieve llegan a la cima de la montaña, el Conde Olaf, Esmé Miseria y su grupo de teatro los capturan en una gran red y se los llevan. Son vistos de nuevo en el undécimo libro, La cueva oscura (The Grim Grotto), donde era forzados a trabajar para Olaf en sus submarino.
- Datos: Q3953019